# Aorangia fiordensis
Aorangia fiordensis là một loài nhện trong họ Amphinectidae. Loài này phân bố ở New Zealand.